# Aziz Salihu
Aziz „Zizi“ Salihu (* 1. Mai 1954 in Bandulić bei Pristina, SFR Jugoslawien, heute Kosovo) ist ein ehemaliger jugoslawischer Boxer. 

## Karriere
Salihu boxte von 1969 bis 1990, anfangs für MIK Skopje, später Radnički Prishtina, und war in diesem Zeitraum insgesamt 16 Jahre Mitglied der Nationalmannschaft Jugoslawiens. Er wurde 1971 und 1972 Jugoslawischer Juniorenmeister im Mittelgewicht und gewann 1980 seinen ersten Jugoslawischen Meistertitel bei den Erwachsenen, dem in den folgenden Jahren mehrere weitere folgten. 1981 in Pula, 1982 in Bursa, 1983 in Athen und 1987 in Prishtina gewann er jeweils die Balkanmeisterschaft, zudem siegte er 1987 bei den Mittelmeerspielen in Latakia.
Im Laufe seiner Karriere startete er zudem bei sechs Europameisterschaften; 1979 in Köln unterlag er in der Vorrunde Ferenc Somodi, 1981 in Tampere gewann er nach einer Niederlage im Halbfinale gegen Wjatscheslaw Jakowlew Bronze. 1983 in Warna verlor er im Viertelfinale gegen Ulli Kaden, gewann 1985 in Budapest jedoch erneut Bronze, nachdem er im Halbfinale wieder gegen Ferenc Somodi ausgeschieden war. 1987 in Turin verlor er im Viertelfinale knapp mit 2:3 gegen Biagio Chianese und 1989 in Athen ebenfalls im Viertelfinale gegen Swilen Rusinow.
Bei Olympischen Spielen konnte er dreimal an den Start gehen; 1980 in Moskau verlor er im Achtelfinale gegen den späteren Silbermedaillengewinner Pjotr Sajew, erzielte jedoch 1984 in Los Angeles mit dem Gewinn einer Bronzemedaille seinen größten Erfolg. Mit einem Sieg gegen Peter Hussing war er in das Halbfinale eingezogen, wo er gegen den späteren Goldmedaillengewinner Tyrell Biggs verlor. 1988 in Seoul schied er im Achtelfinale gegen Ulli Kaden aus.
Bei seiner einzigen WM-Teilnahme, 1986 in Reno, kam er mit einem Sieg gegen Ferenc Somodi in das Viertelfinale, wo er gegen Alex Garcia unterlag. Beim Weltcup 1987 in Belgrad gewann er nach einer Niederlage im Halbfinale gegen Ulli Kaden eine weitere Bronzemedaille.

## Sonstiges
Salihu trainierte mehrere Jahre im serbischen Jagodina, wo auch seine Tochter Lidija geboren wurde, ehe er 1978 nach Prishtina zurückkehrte. Nach Ausbruch des Kosovokrieges lebte er rund zehn Jahre in Mazedonien und erhielt dort die Staatsbürgerschaft. Danach kehrte er nach Prishtina zurück, war an der Gründung des Olympischen Komitees des Kosovo beteiligt und wurde Präsident des Boxclubs Prishtina (Stand: 2023).